# Movimiento Bastión Revolucionario 200 4-Fases
Movimiento Bastión Revolucionario 200 4-Fases (MoBaRe 200 4-F) es un partido político venezolano socialista de izquierda, fue fundado en 2005 por un grupo de seguidores de Hugo Chávez. 

## Historia
El nacimiento de este partido tiene sus orígenes en el Movimiento Bolivariano Revolucionario 200 que había sido fundado en 1982 por Hugo Chávez, Felipe Antonio Acosta Carlés, Jesús Urdaneta y Raúl Isaías Baduel que tenía como fin llegar al poder para reestructurar el Estado venezolano, luego en 2004 tras la victoria de Hugo Chávez en el Referéndum presidencial éste llamó a retomar el movimiento, se intentó crear el Movimiento Bolivariano Revolucionario 200 4-Febrero pero el nombre fue negado por el Consejo Nacional Electoral cambiando su denominación al actual MoBaRe 200 4-F. 
El mismo año de su fundación se presentan para las elecciones municipales y parroquiales de agosto con un total de 2.319 a nivel nacional, logran el 3,15% de los votos posicionándose como el octavo partido más votado, sin embargo, a finales de 2005 se presentan a las elecciones parlamentarias con problemas internos, se enfrentan tres tendencias dentro del partido y además son excluidos de la alianza oficial integrada por el MVR, Podemos, PPT, PCV, MEP y UPV, por considerar que no podía ingresar un partido con problemas internos a la alianza. MoBaRe 200 4-F denunció el establecimiento de las "morochas" que establecián el voto de la alianza oficialista con un partido creado para esas elecciones, la Unidad de Vencedores Electorales (UVE), que según MoBaRe, Movimiento Tupamaro y la oposición representaban una desventaja para las minorías.
En las elecciones presidenciales de 2006 no son admitidos en el comando de campaña para inscribir como candidato a Hugo Chávez Frías, porque consideraban que MoBaRe continuaba dividido. En 2007 se inscriben para apoyar la opción del Sí al Proyecto de Reforma Constitucional impulsado por el presidente Chávez.